# 西里西里山
西里西里山（Mount Silisili）是位於薩摩亞薩花夷島上的一座盾狀火山，高1,858公尺，是薩摩亞群島的最高峰。